# Bózsva
Bózsva ist eine ungarische Gemeinde im Kreis Sátoraljaújhely im Komitat Borsod-Abaúj-Zemplén. Zur Gemeinde gehört der nordöstlich gelegene Ortsteil Kisbózsva.

## Geografische Lage
Bózsva liegt in Nordungarn, ungefähr 65 Kilometer nordöstlich des Komitatssitzes Miskolc und gut 16 Kilometer nordwestlich der Kreisstadt Sátoraljaújhely. Die nächstgelegene Stadt ist Pálháza, die sich 3 Kilometer östlich befindet. Nachbargemeinden sind Nyíri, Filkeháza und Kishuta im Umkreis von 4 Kilometern.

## Geschichte
Bózsva ist eine Gründung aus der Zeit der Árpáden. Der Ort wurde erstmals 1264 mit dem Namen Borsua erwähnt. Es entstanden zwei unabhängige Siedlungen: Kisbózsva (deutsch: Klein-Bózsva) gehörte zur Burg Abaújvár, verschwand in der Zeit der türkischen Besetzung und wurde im 18. Jahrhundert wieder besiedelt. Nagybózsva (Groß-Bózsva) war bis zum 15. Jahrhundert königliche Domäne. Während der Türkenzeit und des Freiheitskampfes von Rákóczi war der Ort verwaist und wurde im 18. Jahrhundert neu besiedelt. Bei der Volkszählung im Jahre 1910 waren in Kisbózsva von 139 Einwohnern 138 Ungarn und in Nagybózsva  von 247 Einwohnern 245 Ungarn. Bis 1945 gehörten Kisbózsva und Nagybózsva zum Komitat Abaúj-Torna. Ende 1978 entstand durch den Zusammenschluss von Kisbózsva und Nagybózsva die heutige Gemeinde Bózsva.

## Sehenswürdigkeiten
- Reformierte Kirche, erbaut 1850–1852, der Turm wurde 1883 hinzugefügt
- Römisch-katholische Kirche Krisztus Király

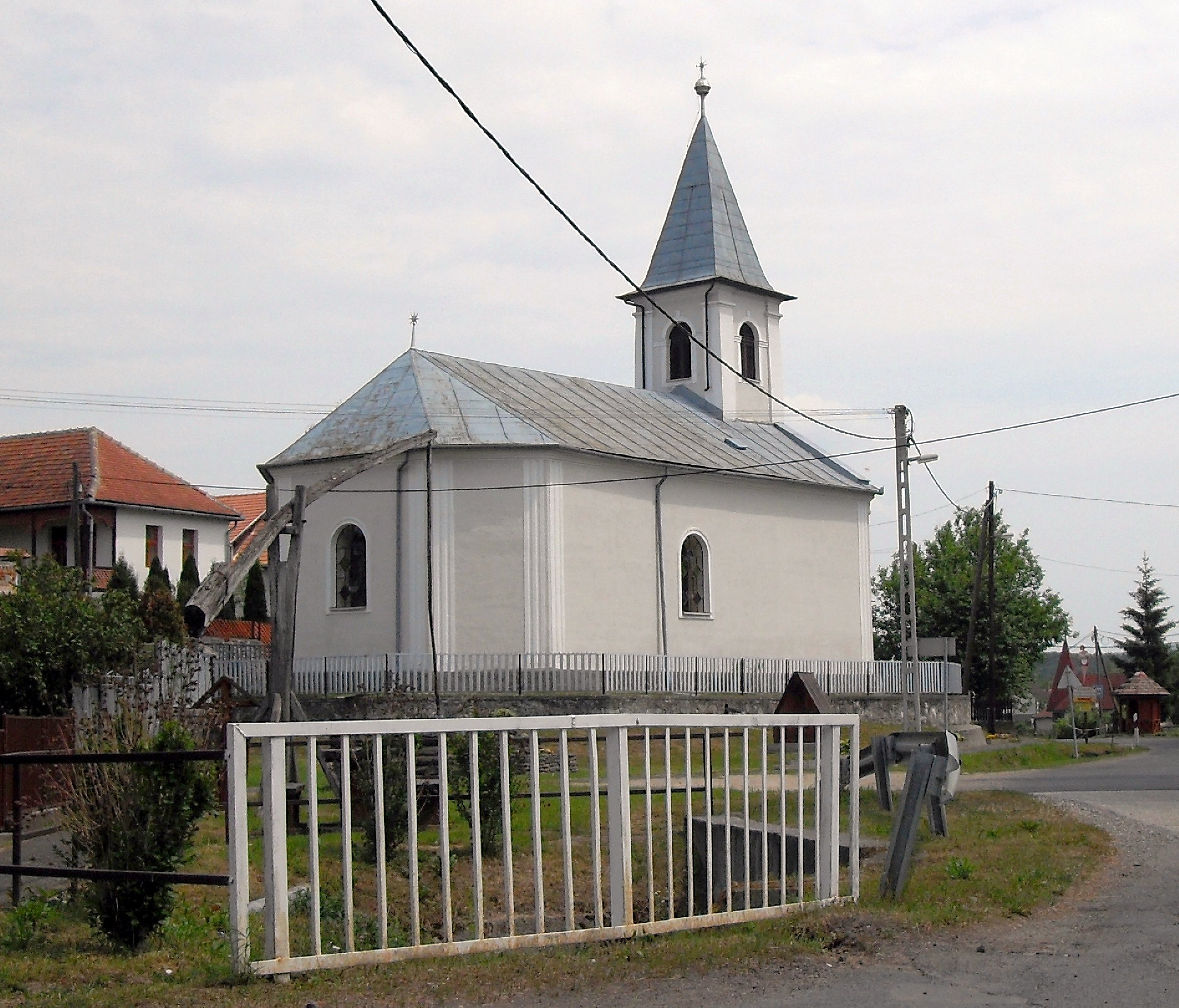
Reformierte Kirche in Bózsva

- Weltkriegsdenkmal

## Verkehr
In Bózsva treffen die Landstraße Nr. 3708 und Nr. 3726 aufeinander, durch den Ortsteil Kisbózsva verläuft die Landstraße Nr. 3725. Es bestehen Busverbindungen über Nyíri und Füzérkomlós nach Hollóháza sowie über Pálháza und Mikóháza nach Sátoraljaújhely, wo sich der nächstgelegene Bahnhof befindet. In Pálháza gibt es eine Waldbahn.